# Arianismo
El arianismo es una ideología de supremacía racial alemana que considera a la supuesta raza aria como un grupo racial distinto y superior, con el derecho a gobernar al resto de la humanidad. Inicialmente promovido por teóricos raciales como Arthur de Gobineau y Houston Stewart Chamberlain, el arianismo alcanzó su punto máximo de influencia en la Alemania nazi. Durante las décadas de 1930 y 1940, el régimen aplicó esta ideología con toda su fuerza, desatando la Segunda Guerra Mundial con la invasión de Polonia en 1939 en busca del Lebensraum (espacio vital), para el pueblo ario. Las políticas raciales implementadas por los nazis en los años 30 se intensificaron durante su conquista de Europa y la Unión Soviética, culminando en el asesinato masivo de aproximadamente seis millones de judíos y otros once millones de víctimas.

## Contexto Histórico
A finales del siglo XIX, varios autores posteriores, como el antropólogo francés Vacher de Lapouge en su libro L'Aryen, argumentaron que esta supuesta rama superior podía identificarse biológicamente mediante el índice cefálico (una medida de la forma de la cabeza) y otros indicadores. De Lapouge sostenía que los europeos «dolicocefálicos rubios» de cabeza alargada, típicamente encontrados en el norte de Europa, eran líderes naturales destinados a gobernar sobre pueblos más «braquicéfalos» (de cabeza corta). Teorías similares fueron promovidas por los nordicistas, como Arthur de Gobineau y Houston Stewart Chamberlain.

## Características
La ideología del nazismo se basaba en la concepción de la antigua raza aria como una raza superior, ocupando la posición más alta en la jerarquía racial, y consideraba que los pueblos germánicos de tipo nórdico eran los más racialmente puros entre los descendientes arios.  La concepción nazi de la raza aria surgió de los primeros defensores de una visión supremacista de la raza, tal como la describieron teóricos raciales como Arthur de Gobineau y Houston Stewart Chamberlain.
El teórico racial nazi Hans F. K. Günther identificó la raza europea dividiéndola en cinco subtipos raciales: nórdico, mediterráneo, dinárico, alpino y báltico oriental.Günther aplicó una concepción nordicista en la que consideraba a los nórdicos como los más altos en la jerarquía racial entre estos cinco subtipos europeos. En su libro Rassenkunde des deutschen Volkes (1922) (La ciencia racial del pueblo alemán), Günther reconoció que los alemanes estaban compuestos por los cinco subtipos europeos, pero destacó la fuerte herencia nórdica presente en ellos.
Günther creía que los pueblos eslavos pertenecían a una raza oriental, distinta de los alemanes y los nórdicos, y advirtió sobre la mezcla de sangre alemana con la eslava. Definió cada subtipo racial según su apariencia física general y sus cualidades psicológicas, incluida su "alma racial", refiriéndose a sus rasgos emocionales y creencias religiosas. Además, proporcionó información detallada sobre el color del cabello, los ojos y la piel, así como la estructura facial. Presentó fotografías de alemanes identificados como nórdicos en lugares como Baden, Stuttgart, Salzburgo y Suabia, y también imágenes de alemanes que clasificó como de tipo alpino y mediterráneo, especialmente en Vorarlberg, Baviera y la región de la Selva Negra en Baden. Adolf Hitler leyó Rassenkunde des deutschen Volkes, lo que influyó en su política racial y llevó a que Günther, con el respaldo nazi, obtuviera un puesto en el departamento de antropología de la Universidad de Jena en 1932, donde Hitler asistió a su conferencia inaugural.
Günther asignó características de esta raza no solo a los judíos y armenios, sino también a otros pueblos contemporáneos como algunos griegos, turcos, sirios e iraníes. En su obra Racial Characteristics of the Jewish People, definió el «alma racial» de la raza del Cercano Oriente como caracterizada por un «espíritu comercial» (Handelgeist), describiéndolos como hábiles comerciantes, un término que atribuyó al teórico racial judío Samuel Weissenberg, quien lo utilizó para describir a armenios, griegos y judíos contemporáneos. Günther también afirmó que esta raza poseía habilidades psicológicas de manipulación que les ayudaban en el comercio y argumentó que había sido criada no tanto para la conquista de la naturaleza, sino para la explotación de otras personas.
Günther distinguía a los arios de los judíos e identificaba a estos últimos como descendientes de razas no europeas, en particular de lo que él clasificaba como la raza del Cercano Oriente (Vorderasiatische Rasse), más comúnmente conocida como la raza armenoide. Sostenía que dichos orígenes hacían que los judíos fueran fundamentalmente diferentes e incompatibles con los alemanes y la mayoría de los europeos. Esta asociación de los judíos con el tipo armenoide había sido utilizada por judíos sionistas que afirmaban que los judíos eran un grupo dentro de ese tipo.
Afirmaba que la raza del Cercano Oriente descendía del Cáucaso en los milenios V y IV a. C., expandiéndose posteriormente hacia Asia Menor, Mesopotamia y, finalmente, la costa occidental del Mediterráneo oriental. Además de atribuir características del Cercano Oriente a armenios y judíos, también las aplicaba a varios otros pueblos contemporáneos, incluyendo a algunos griegos, turcos, sirios e iraníes.
La concepción de Hitler sobre el Aryan Herrenvolk (raza superior aria) excluía explícitamente a la gran mayoría de los eslavos, ya que consideraba que los eslavos tenían peligrosas influencias judías y asiáticas. Por esta razón, los nazis declararon a los eslavos como Untermenschen (subhumanos). Se hicieron excepciones para un pequeño porcentaje de eslavos que los nazis creían descendían de colonos alemanes y, por lo tanto, podían ser germanizados y considerados parte del pueblo o nación aria. Hitler describía a los eslavos como una masa de esclavos innatos que sentían la necesidad de un amo. Declaró que las Convenciones de Ginebra no eran aplicables a los eslavos porque eran subhumanos, permitiendo así que los soldados alemanes ignoraran dichas convenciones durante la Segunda Guerra Mundial en relación con ellos. Hitler también calificó a los eslavos como una “familia de conejos”, insinuando que eran intrínsecamente perezosos y desorganizados.
El ministro de propaganda de la Alemania nazi, Joseph Goebbels, difundía a través de los medios que los eslavos eran animales primitivos provenientes de la tundra siberiana, descritos como una oscura ola de inmundicia. La noción nazi de que los eslavos eran no arios inferiores formaba parte del plan para crear Lebensraum (espacio vital) para los alemanes y otros pueblos germánicos en Europa del Este, lo cual se inició durante la Segunda Guerra Mundial bajo el Generalplan Ost: millones de alemanes y otros colonos germánicos serían trasladados a territorios conquistados del este de Europa, mientras que los habitantes eslavos originales serían aniquilados, expulsados o esclavizados.
El Estado Independiente de Croacia (aliado de la Alemania nazi) rechazaba la concepción común de que los croatas eran principalmente un pueblo eslavo y afirmaba que descendían principalmente de los godos germánicos. Sin embargo, el régimen nazi continuó clasificando a los croatas como subhumanos a pesar de la alianza. La política de la Alemania nazi hacia los eslavos cambió en respuesta a la escasez de mano de obra militar, lo que llevó a aceptar a eslavos en sus fuerzas armadas dentro de los territorios ocupados, a pesar de considerarlos subhumanos, como una medida pragmática para resolver dicha escasez de efectivos.
Poco después de que los nazis llegaran al poder en 1933, promulgaron la Ley para la Restauración del Servicio Civil Profesional, la cual requería que todos los funcionarios públicos proporcionaran pruebas de su ascendencia aria y definía a los no arios como personas con al menos un abuelo judío. En 1933, el funcionario del Ministerio del Interior alemán, Albert Gorter, redactó una definición oficial de la raza aria para la nueva ley, la cual incluía a todos los europeos no judíos, pero esta definición fue no fue aceptable para los nazis. Sin embargo, Achim Gerke revisó el borrador de Gorter sobre la Ley del Servicio Civil y clasificó como arios a las personas tribales relacionadas con la sangre alemana. Las Leyes de Núremberg de 1935 clasificaron como racialmente aceptables a las personas con sangre alemana o relacionada.
Hitler a menudo dudaba de si los checos eran arios o no. En sus conversaciones privadas comentó:
«Basta con que un checo se deje crecer un bigote para que cualquiera pueda ver, por la forma en que este cuelga, que su origen es mongol».
La cuestión de si los italianos eran lo suficientemente arios también fue motivo de debate entre los teóricos raciales nazis. Hitler consideraba a los italianos del norte como fuertemente arios, pero no a los del sur. Los nazis sostenían que la caída del Imperio Romano se debía a la contaminación de la sangre provocada por la mezcla racial, afirmando que los italianos eran un híbrido de razas, incluyendo razas africanas negras. Hitler incluso mencionó su opinión sobre la presencia de sangre negra en los pueblos mediterráneos durante su primer encuentro con Mussolini en 1934.
La definición de ario se mantuvo en constante cambio, hasta el punto de que los nazis cuestionaron si grupos étnicos europeos, como los finlandeses o los húngaros, debían ser clasificados como arios. Los húngaros fueron clasificados como ajenos en términos tribales, pero no necesariamente en términos de sangre. En 1934, los nazis publicaron un folleto que declaraba a los magiares (sin definir específicamente a quiénes se refería) como arios. Al año siguiente, un artículo publicado por los nazis admitía que existían disputas sobre el estatus racial de los húngaros. Incluso hasta 1943, había debates sobre si los húngaros debían ser clasificados como arios o no. En 1942, Hitler declaró que los finlandeses eran pueblos vecinos germánicos relacionados racialmente, aunque no hay evidencia que sugiera que esta afirmación estuviera basada en criterios raciales específicos.
La idea del origen nórdico de los arios fue especialmente influyente en Alemania. Se creía ampliamente que los arios védicos eran étnicamente idénticos a los godos, vándalos y otros antiguos pueblos germánicos de la Völkerwanderung (migración de los pueblos). Esta idea a menudo se entrelazaba con conceptos antisemitas. Las distinciones entre los pueblos arios y semitas se basaban en la historia lingüística y étnica mencionada previamente. Una teoría completa y altamente especulativa sobre la historia aria y antisemita puede encontrarse en la obra principal de Alfred Rosenberg, El mito del siglo XX. Los pueblos semitas llegaron a ser vistos como una presencia extranjera dentro de las sociedades arias, y con frecuencia se les señalaba como la causa de la conversión y destrucción del orden social y los valores, lo que, según los teóricos proto-nazis como Houston Stewart Chamberlain, llevaba al colapso de la cultura y la civilización.
Estas y otras ideas evolucionaron hasta el uso nazi del término raza aria para referirse a lo que consideraban una raza superior, que los nazis definieron de manera estricta como idéntica a la raza nórdica, seguida por otras subrazas de la raza aria, y excluyendo a los eslavos como no arios. Trabajaron para mantener la pureza de esta raza a través de programas eugenésicos, que incluían legislación contra la mezcla racial, esterilización forzosa de personas con enfermedades mentales o discapacidades intelectuales, y la ejecución de pacientes psiquiátricos institucionalizados como parte de un programa de eutanasia.
Heinrich Himmler, Reichsführer de las SS y la persona a quien Adolf Hitler ordenó implementar la Solución Final (el Holocausto), le dijo a su masajista personal, Felix Kersten, que siempre llevaba consigo una copia de la antigua escritura aria, la Bhagavad Gita, porque esto le ayudaba a aliviar su culpa por lo que estaba haciendo. Himmler se identificaba con el guerrero Arjuna, creyendo que, al igual que él, simplemente estaba cumpliendo con su deber sin apego a sus acciones.

## El Fascismo Italiano y el Arianismo
En un discurso pronunciado en Bolonia en 1921, Mussolini declaró que el fascismo había nacido de una necesidad profunda y perenne de «nuestra raza aria y mediterránea». En este discurso, Mussolini se refería a los italianos como la rama mediterránea de la raza aria, entendiendo «aria» en el sentido de pueblos de lengua y cultura indoeuropea.
El fascismo italiano enfatizaba que la raza estaba definida por fundamentos espirituales y culturales, y establecía una jerarquía racial basada en estos factores. Aunque el fascismo italiano concebía la raza en términos espirituales y culturales, Mussolini rechazó explícitamente la idea de que existieran razas biológicamente puras, aunque la biología seguía considerándose un factor relevante dentro del concepto de raza.
El fascismo italiano rechazó firmemente la concepción nórdica común de la raza aria, que idealizaba a los arios puros con ciertos rasgos físicos definidos como nórdicos, como el cabello rubio y los ojos azules. La antipatía de Mussolini y otros fascistas italianos hacia el nordicismo se debía a la existencia de lo que ellos consideraban un complejo de inferioridad mediterráneo, que según ellos había sido inculcado en los mediterráneos por la propagación de tales teorías por parte de nordicistas alemanes y anglosajones, quienes veían a los pueblos mediterráneos como racialmente degenerados y, por lo tanto, en su opinión, inferiores. Mussolini se negó a permitir que Italia volviera a este complejo de inferioridad, rechazando inicialmente el nordicismo.
Sin embargo, las afirmaciones tradicionales de los nordicistas sobre la degeneración de los mediterráneos debido a su color de piel más oscuro que el de los nórdicos habían sido refutadas desde hacía tiempo en la antropología a través de la teoría de la despigmentación, que sostenía que los pueblos de piel clara se habían despigmentado a partir de una piel más oscura. Esta teoría ha llegado a ser ampliamente aceptada en la antropología. El antropólogo Carleton S. Coon, en su obra The Races of Europe (1939), suscribió la teoría de la despigmentación, argumentando que la piel clara de la raza nórdica era el resultado de la despigmentación de sus ancestros de la raza mediterránea.
A principios de la década de 1930, con el ascenso al poder del Partido Nazi en Alemania y el énfasis del dictador Adolf Hitler en una concepción nordicista de la raza aria, surgieron fuertes tensiones entre los fascistas italianos y los nazis en cuestiones raciales. En 1934, tras el asesinato del canciller austriaco Engelbert Dollfuss por parte de nazis austriacos—aliado de Italia—Mussolini se enfureció y respondió denunciando enérgicamente al nazismo. Mussolini refutó el nordicismo del nazismo, afirmando que la insistencia de los nazis en una raza germánica común era absurda, diciendo:
«Una raza germánica no existe. Repetimos. No existe. Los científicos lo dicen. Hitler lo dice.»
De hecho, la realidad de que los alemanes no eran puramente nórdicos fue reconocida incluso por el destacado teórico racial nazi Hans F. K. Günther en su libro Rassenkunde des deutschen Volkes (1922) (Ciencia racial del pueblo alemán), donde Günther identificaba a los alemanes como una composición de cinco subtipos raciales arios: nórdico, mediterráneo, dinárico, alpino y báltico oriental, aunque afirmaba que los nórdicos ocupaban la posición más alta en una jerarquía racial de estos cinco subtipos.
Para 1936, las tensiones entre la Italia fascista y la Alemania nazi se redujeron y las relaciones se volvieron más amistosas. Ese mismo año, Mussolini decidió lanzar un programa racial en Italia y mostró interés en los estudios raciales llevados a cabo por Giulio Cogni. Cogni era un nordicista, pero no equiparaba la identidad nórdica con la identidad germánica, como era común entre los nordicistas alemanes. Había viajado a Alemania, donde quedó impresionado por la teoría racial nazi y buscó desarrollar su propia versión de la misma. El 11 de septiembre de 1936, Cogni envió a Mussolini una copia de su recién publicado libro Il Razzismo (1936). En él, Cogni declaraba la afinidad racial entre los subtipos mediterráneo y nórdico de la raza aria, afirmando que la mezcla de arios nórdicos y arios mediterráneos en Italia había producido una síntesis superior de italianos arios.
Cogni abordó la cuestión de las diferencias raciales entre los italianos del norte y del sur, afirmando que los italianos del sur estaban mezclados con razas no arias, lo que, según él, se debía probablemente a la infiltración de pueblos asiáticos en tiempos romanos y a las posteriores invasiones árabes. Como resultado, Cogni veía a los mediterráneos del sur de Italia como contaminados con tendencias orientalizantes. Más tarde cambiaría su postura, sosteniendo que los nórdicos y los italianos del sur eran grupos estrechamente relacionados tanto racial como espiritualmente, y que juntos eran responsables de lo mejor de la civilización europea. Inicialmente, Mussolini no quedó impresionado con el trabajo de Cogni, pero con los años, sus ideas fueron incorporadas en la política racial oficial del fascismo.
En 1938, Mussolini temía que si el fascismo italiano no reconocía la herencia nórdica dentro de los italianos, el complejo de inferioridad mediterráneo volvería a resurgir en la sociedad italiana. Por lo tanto, en el verano de 1938, el gobierno fascista reconoció oficialmente a los italianos como poseedores de herencia nórdica y de ascendencia nórdico-mediterránea. En una reunión con miembros del Partido Nacional Fascista en junio de 1938, Mussolini se identificó a sí mismo como nórdico y declaró que la política anterior, centrada en el mediterraneísmo, debía ser reemplazada por un enfoque en el arianismo.
Ese mismo año, el régimen fascista comenzó a publicar la revista racialista La Difesa della Razza. El teórico racial nordicista Guido Landra desempeñó un papel clave en los primeros números de la revista y publicó en ella el Manifiesto de los Científicos Raciales en 1938. Este manifiesto recibió críticas sustanciales, especialmente por su afirmación de que los italianos eran una raza pura, lo cual fue visto como absurdo. La Difesa promovió teorías que sugerían una presencia nórdico-aria de larga data entre los italianos, como la idea de que en la era Eneolítica los arios nórdicos habían llegado a Italia. Muchos de sus escritores adoptaron la postura tradicional del nordicismo, que atribuía la decadencia y caída del Imperio Romano a la llegada de inmigrantes semitas. Sin embargo, dentro de la misma revista existían diferencias respecto a cómo los italianos se habían librado de la influencia semítica.
En 1938, la dirección nordicista de la política racial fascista fue desafiada por un resurgimiento de la facción mediterraneísta dentro del PNF. Para 1939, los mediterraneístas promovían una teoría racial nativista que rechazaba atribuir los logros del pueblo italiano a los nórdicos. Esta política racial nativista fue promovida por Ugo Rellini, quien rechazó la idea de invasiones a gran escala de arios nórdicos en la era Eneolítica. En su lugar, Rellini argumentó que los italianos eran un pueblo indígena descendiente de los cromañones y que los pueblos mediterráneo y nórdico habían llegado más tarde, mezclándose de manera pacífica y en pequeñas cantidades con la población italiana autóctona.
En 1941, los mediterraneístas del PNF, bajo la influencia de Giacomo Acerbo, propusieron una definición integral de la raza italiana. Sin embargo, estos esfuerzos fueron desafiados por el respaldo de Mussolini a figuras nordicistas, como el nombramiento del ferviente nordicista espiritual Alberto Luchini como jefe de la Oficina Racial de Italia en mayo de 1941 y el creciente interés de Mussolini en el nordicismo espiritual de Julius Evola a finales de ese mismo año. Acerbo y los mediterraneístas en su Alto Consejo sobre Demografía y Raza intentaron devolver el régimen al mediterraneísmo mediante una fuerte denuncia del Manifiesto de los Científicos Raciales.
El Consejo reconoció a los arios como un grupo basado en la lingüística y criticó el Manifiesto por negar la influencia de las civilizaciones prearias en la Italia moderna. Declaró que el Manifiesto constituía:
"una negación injustificable e indemostrable de los descubrimientos antropológicos, etnológicos y arqueológicos que han ocurrido y están ocurriendo en nuestro país".
Además, el Consejo condenó el Manifiesto por atribuir a los invasores germánicos, en particular los lombardos, una influencia desproporcionada en la formación de la raza italiana en comparación con su reducido número y su escasa predominancia biológica. Asimismo, el Consejo argumentó que la evidente superioridad de los antiguos griegos y romanos sobre las tribus germánicas hacía inconcebible que la cultura italiana le debiera algo a los antiguos arios germánicos. Finalmente, el Consejo denunció la actitud nordicista del Manifiesto hacia los mediterráneos, afirmando que los consideraba esclavos y que, en esencia, repudiaba toda la civilización italiana.

## Neonazismo y arianismo
Desde la derrota militar de la Alemania nazi a manos de los Aliados en 1945, algunos neonazis han desarrollado una definición más inclusiva de "ario", afirmando que los pueblos de Europa Occidental son los descendientes más cercanos de los antiguos arios, siendo los pueblos nórdicos y germánicos los más "racialmente puros".
Según Nicholas Goodrick-Clarke, muchos neonazis aspiran a establecer un estado autocrático basado en el modelo de la Alemania nazi, al que llaman el Imperium Occidental. Se cree que este estado propuesto podría lograr la dominación mundial combinando los arsenales nucleares de las cuatro principales potencias "arias" del mundo: Estados Unidos, Reino Unido, Francia y Rusia, bajo un único mando militar.
Este estado estaría liderado por una figura similar a un Führer, denominada Vindex, e incluiría todas las regiones habitadas por la "raza aria", según la concepción neonazi. Solo aquellos considerados arios serían ciudadanos plenos del estado.
El Imperium Occidental se embarcaría en un ambicioso programa de exploración espacial, seguido por la creación, mediante ingeniería genética, de una "súper raza" denominada "Homo Galactica". Este concepto de Imperium Occidental se basa en la idea original del Imperium descrita en el libro Imperium: The Philosophy of History and Politics (1947) de Francis Parker Yockey, y fue posteriormente actualizado, ampliado y refinado en la década de 1990 en panfletos publicados por David Myatt.